# Double X (album av Bonfire)
Double X är det tionde studioalbumet av den tyska hårdrocksgruppen Bonfire från 2006. Samtliga låtar är skrivna av sångaren Claus Lessmann och gitarristen Hans Ziller, medan Uwe Köhler och Jürgen Wiehler har hjälpt till med att skriva fyra av låtarna. Bonfire har aldrig legat på den amerikanska billboardlistan med Double X.

## Låtlista
| Nr  | Titel                              | Kompositör                        | Längd |
| --- | ---------------------------------- | --------------------------------- | ----- |
| 1.  | Day 911                            | Lessmann, Ziller                  | 5:43  |
| 2.  | But We Still Rock                  | Lessmann, Ziller                  | 4:07  |
| 3.  | Cry For Help                       | Lessmann, Ziller, Wiehler, Köhler | 4:35  |
| 4.  | Bet Your Bottom Dollar             | Lessmann, Ziller                  | 4:31  |
| 5.  | What's On Your Mind?               | Lessmann, Ziller                  | 4:16  |
| 6.  | Blink of An Eye                    | Lessmann, Ziller                  | 6:09  |
| 7.  | Rap Is Crap!                       | Lessmann, Ziller, Wiehler, Köhler | 3:49  |
| 8.  | Notion of Love                     | Lessmann, Ziller, Wiehler, Köhler | 3:33  |
| 9.  | Right Things Right                 | Lessmann, Ziller, Wiehler, Köhler | 3:55  |
| 10. | Hard To Say                        | Lessmann, Ziller                  | 3:52  |
| 11. | Wings To Fly                       | Lessmann, Ziller                  | 4:43  |
| 12. | So What?                           | Lessmann, Ziller                  | 4:39  |
| 13. | Blink of An Eye (Extended Version) | Lessmann, Ziller                  | 7:49  |
| 14. | R.I.C.                             | Lessmann, Ziller                  | 0:20  |

## Band medlemmar
- Claus Lessmann - sång & bakgrundssång
- Hans Ziller - gitarr & bakgrundssång
- Chris Limburg - gitarr & bakgrundssång
- Uwe Köhler - bas & bakgrundssång
- Jürgen Wiehler - trummor & bakgrundssång